# Mälarhusen (naturreservat)
Mälarhusen är ett naturreservat vid badorten Mälarhusen i Simrishamns kommun i Skåne län.
Området är naturskyddat sedan 2003 och är 46 hektar stort. Reservatet som gränsar till Sandhammarens naturreservat och består av trädklädda sanddyner.